# Kluncing
Kluncing is een bestuurslaag in het regentschap Banyuwangi van de provincie Oost-Java, Indonesië. Kluncing telt 3233 inwoners (volkstelling 2010).